# Dois Irmãos
Dois Irmãos, amtlich portugiesisch Município de Dois Irmãos, ist ein brasilianisches Municipio im südlichsten brasilianischen Bundesstaat Rio Grande do Sul. Sie liegt im Norden der Metropolregion Porto Alegre vom 55 Kilometer entfernten Porto Alegre und am hügeligen Südrand der Serra Gaúcha.

## Geschichte
Das Municipio Dois Irmãos liegt an den ersten Stufen des Südhangs auf einer durchschnittlichen Höhe von 175 Metern, was ihr den Namen „Portal da Serra“ (Tor zur Bergwelt) eingebracht hat. Das Munizip gehört zum Tal des Rio Feitoria (vale do Rio Feitoria), einem Nebenfluss des Rio Caí, und ihre Geschichte ist eng mit der deutschen Kolonisierung des Bundesstaates verbunden. Als Teil der alten Kolonie São Leopoldo, die 1824 gegründet wurde, empfing Dois Irmãos ab 1825 die ersten Siedler aus dem Hunsrück.
Die bedeutendste Gruppe von Einwanderern, die einen Teil der 249 Grundstücke der Linha Grande de Dois Irmãos besiedelten, waren die Schiffbrüchigen der Cecília. Das Segelschiff lief 1827 aus dem Hafen von Hamburg aus und wurde im Ärmelkanal von einem Sturm überrascht. Das teilweise zerstörte Schiff mit seinen Passagieren wurde vom Kapitän und der Marine aufgegeben und trieb ziellos umher, bis es von einem englischen Schiff gefunden wurde, das es nach Plymouth in England brachte. Dort blieben sie etwa zwei Jahre lang und warteten auf die Entscheidung über ihr Schicksal.
Am 29. September 1829, dem Tag des Heiligen Michael, legten sie in Rio de Janeiro an. Der Überlieferung zufolge wurde dieses Datum zu Ehren des Erzengels als Gründungsdatum festgelegt. Bis heute wird es am „Michelskerb“, dem „Kerb de São Miguel“ (Kerb des Heiligen Michael), gefeiert.
Im Jahr 1832 weihten die katholischen Siedler die Kapelle zu Ehren des Heiligen Michael ein. Der Ort, an dem die Kapelle errichtet wurde, ist wahrscheinlich derselbe, an dem ab 1869 eine weitere Kirche mit gotischen Elementen gebaut wurde, die 1880 fertiggestellt wurde. Dort befindet sich heute die Mutterkirche São Miguel, die unter Denkmalschutz steht.
Die Besiedlung der Linha Grande, auch bekannt als Baumschneiss (Picada dos Baum), Picada dos Dois Irmãos oder São Miguel dos Dois Irmãos, erfolgte im Wesentlichen durch die landwirtschaftliche Tätigkeit auf den Grundstücken, die sich in Nord-Süd-Richtung entlang der Picada erstreckten. Die bauliche und demografische Verdichtung erfolgte entlang des Weges, der heute Avenida São Miguel heißt, mit Geschäften, Handwerksbetrieben (Schmieden, Tischlereien, Schreinereien, Schuhmacher, Buchhändler usw.), Wohnhäusern und Kirchen, mit Plantagen am Kopfende der Grundstücke.
Noch heute kann man entlang der Allee die alte katholische Kirche São Miguel (1880), die Gesangsgesellschaft Santa Cecília (1927), die Schützenvereinigung (1897), die Schule Imaculada Conceição (1900), die evangelische Kirche der lutherischen Konfession (1855) und die evangelisch-lutherische Kirche (1938) sowie einige Handelshäuser, darunter das Haus, in dem heute das Stadtmuseum untergebracht ist.
Der Weg der Romantischen Route führt nach Dois Irmãos, das noch immer seinen ursprünglichen Charakter als landwirtschaftliche Region bewahrt hat, mit kleinen Betrieben, die sich der Mischkultur widmen.

## Demographie

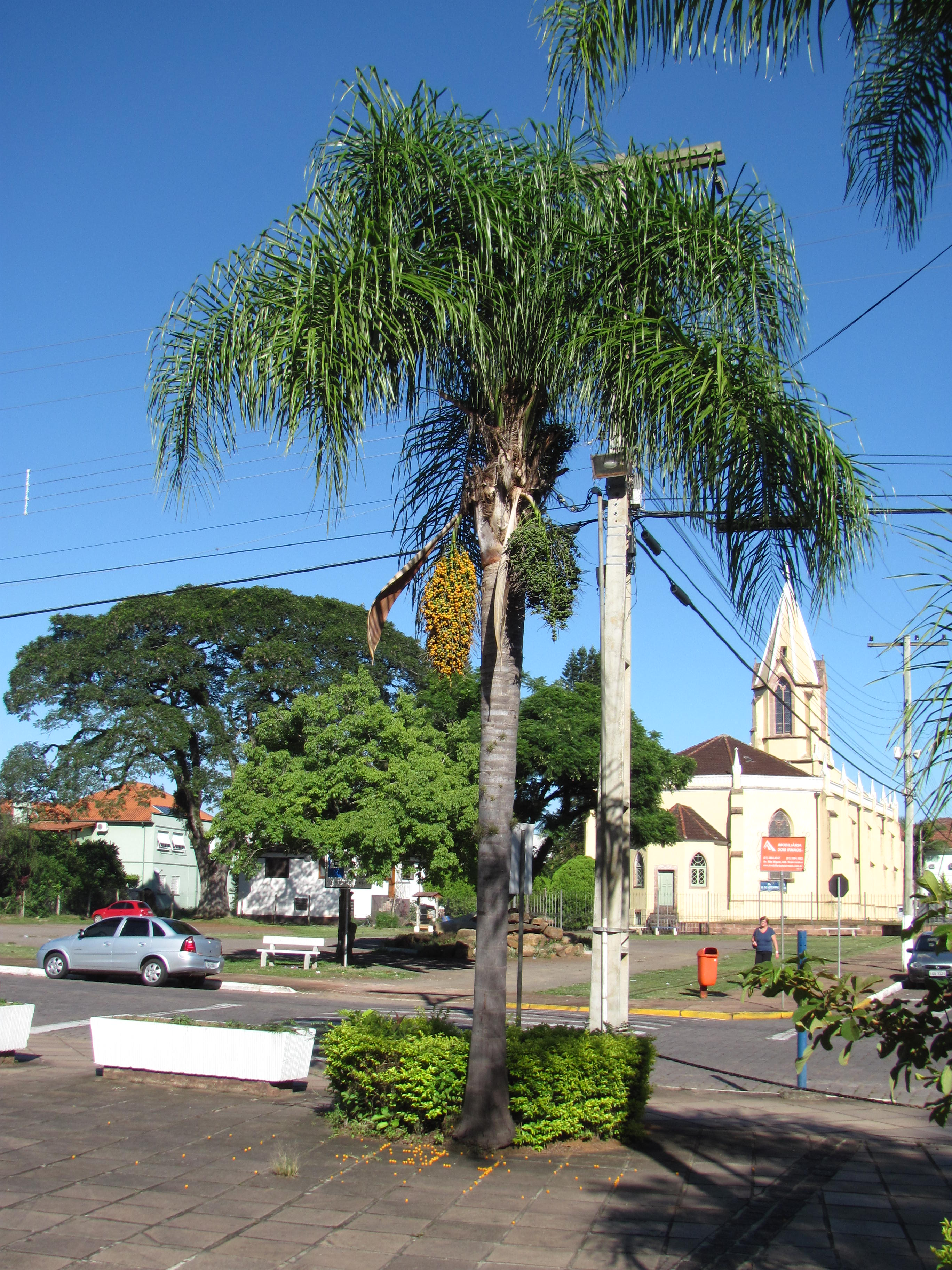
Praça da Matriz

Die Einwohnerzahl der Gemeinde wurde 2010 vom IBGE auf 27.572 Einwohner geschätzt, womit sie die 73. bevölkerungsreichste Gemeinde des Bundesstaates war und eine Bevölkerungsdichte von 423,17 Einwohnern pro km² aufwies.
Die Stadt hatte nach der amtlichen Schätzung 2018 32.205 Einwohner. Nach der brasilianischen Volkszählung 2022 betrug die Einwohnerzahl 30.709 und laut der Schätzung von 2024 betrug sie 31.769. 2022 betrug die Bevölkerungsdichte 464,49 Einwohner/km2.

## Geographie
Dois Irmãos gehört zur Metropolregion Porto Alegre. Das Municipio liegt am unteren Hang des Nordostens von Rio Grande do Sul, auf 29º34'48„ südlicher Breite und 50º05'06“ westlicher Länge, auf einer Höhe von 166 Metern über dem Meeresspiegel. Das Municipio befindet sich in der Região intermediária Porto Alegre und der Região imediata Novo Hamburgo - São Leopoldo.
Die Fläche des Munizips beträgt 67,509 km2. Sie ist 52 Kilometer von Porto Alegre entfernt und über eine asphaltierte Straße erreichbar. Dois Irmãos grenzt (beginnend im Norden im Uhrzeigersinn) an Morro Reuter, Sapiranga, Campo Bom, Novo Hamburgo und Ivoti.

### Klima
Das Municipio Dois Irmãos gehört zur Klimazone C, an der Grenze zwischen den Klimatypen Cfa und Cfb, gemäß der Klimaklassifikation von Köppen. Diese Klimatypen zeichnen sich durch ein heißes subtropisches Feuchtklima (Cfa) und ein gemäßigtes subtropisches Feuchtklima (Cfb) aus. Die jährliche Durchschnittstemperatur beträgt 20 °C und die durchschnittliche Niederschlagsmenge dieses Klimas beträgt 2.000 mm/Jahr, wobei Juli mit 157,2 mm der regenreichste Monat und April mit 97,2 mm der trockenste Monat ist.

### Hydrographie
Es handelt sich um ein Munizip, die vom Wasser des Flusses Feitoria, der zum Einzugsgebiet des Flusses Caí gehört, sowie von mehreren Bächen und Quellen versorgt wird.

## Wirtschaft
Das Municipio, die zur Region Vale dos Sinos gehört, spielt eine wichtige Rolle in der wirtschaftlichen Entwicklung der brasilianischen Schuhindustrie und beherbergt mehrere Unternehmen dieser Branche.
Die Produktion begann mit der Ankunft deutscher Einwanderer, die neben der Landwirtschaft auch Handwerksberufe ausübten. Anfangs war sie haushaltsbezogen und durch die Herstellung von Pferdegeschirren gekennzeichnet, gewann aber mit dem Paraguayer Krieg (Guerra do Paraguai) von 1864 bis 1870 an Bedeutung. Von da an wurde die lokale Produktion perfektioniert und gesteigert. Als viertgrößter Produzent im Bundesstaat und fünftgrößter Exporteur in Brasilien ist die Schuhindustrie in Dois Irmãos ein wichtiger Wirtschaftsfaktor, der zur Entwicklung von Rio Grande do Sul beiträgt.

## Tourismus

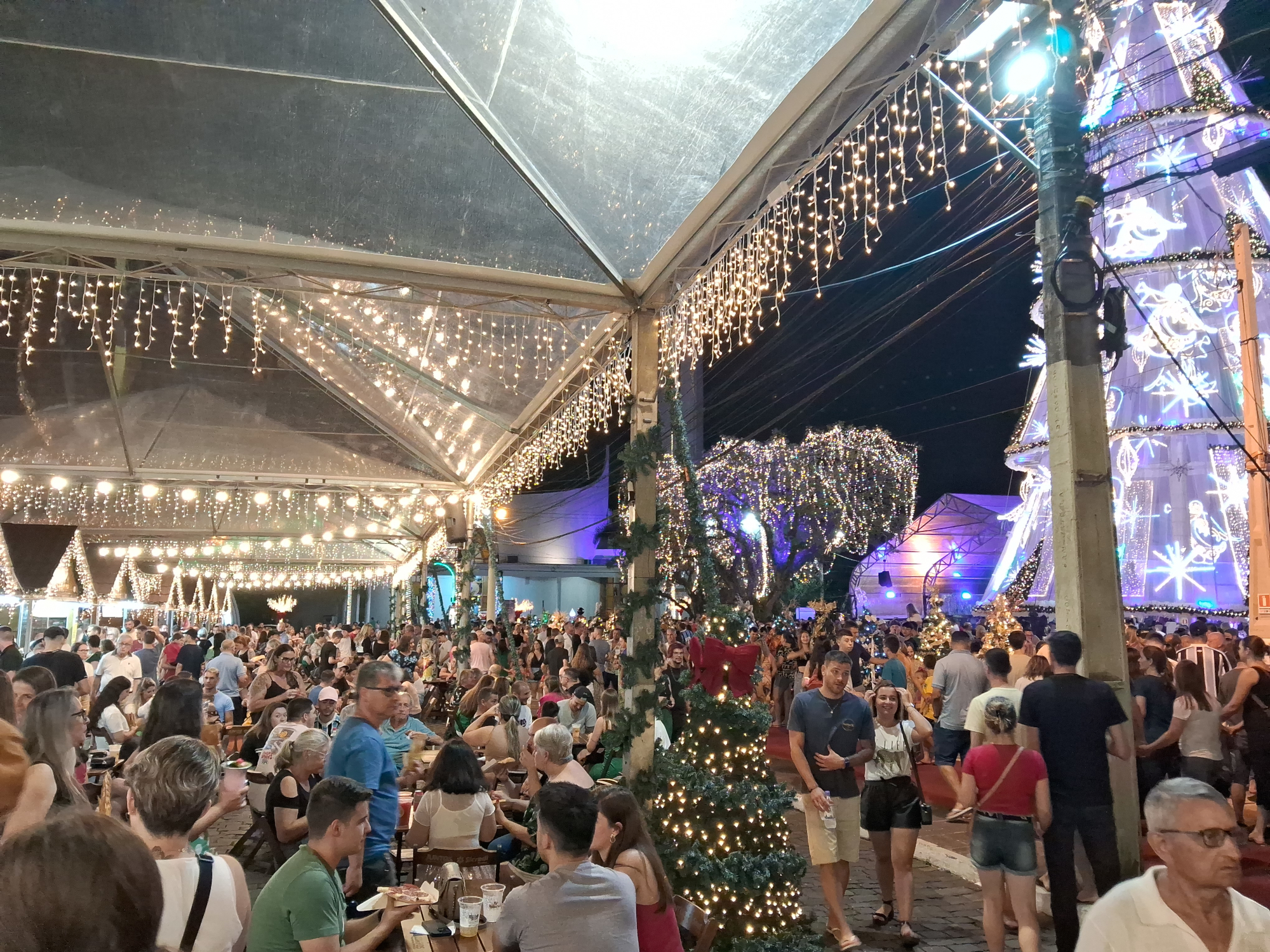
Weihnachten der Engel (Natal dos Anjos) in Dois Irmãos, 2023

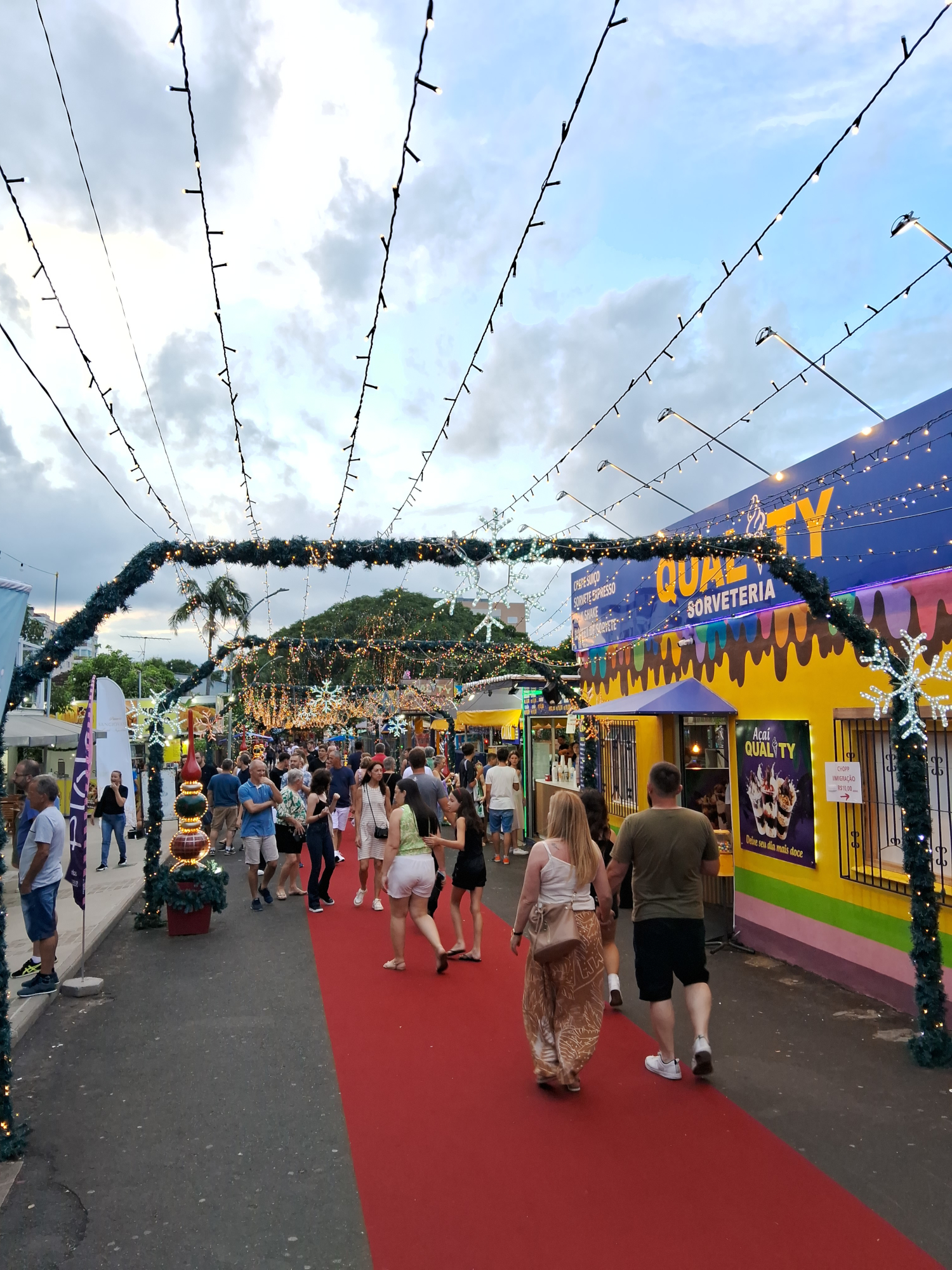
Passarela Natal dos Anjos

Das Munizip Dois Irmãos gehört zur touristischen Route Rota Romântica im Bundesstaat Rio Grande do Sul. Zu den lokalen Sehenswürdigkeiten zählen: der Wasserfall São Miguel, das Historische Museum (Museu Histórico), die Praça do Imigrante und der Stadtpark (Parque Municipal). Viele „Café Colonial“ säumen die Straßen und bieten nachmittags die gleichnamige brasilianische Variante eines kalten deutschen Abendessens und auch „Kuka“ (Kuchen).
Die beiden wichtigsten Veranstaltungen der Stadt sind: Natal dos Anjos (Weihnachten der Engel), bei dem jedes Jahr die Straßen und das Stadtzentrum mit Weihnachtsdekorationen geschmückt werden, und Kerb, ein Fest, das in der Woche vom 29. September zu Ehren des Schutzpatrons von Dois Irmãos und der lokalen deutschen Wurzeln gefeiert wird.

## Regional- und Minderheitensprache
Hunsrik (Riograndenser Hunsrückisch; Hunsriqueano riograndense) ist eine Sprache deutschen Ursprungs, die in dem Munizip sowie in anderen Städten im Süden Brasiliens, in Paraguay und Argentinien gesprochen wird. Hunsrik ist die Muttersprache vieler Einwohner des Municipios. Trotz der Präsenz des Hunsrik ist Portugiesisch in der Regel die am häufigsten verwendete Sprache im Geschäftsleben und in der Schule.